# Buenos Aires (provins)
Provinsen Buenos Aires (Provincia de Buenos Aires) är Argentinas folkrikaste provins med cirka 15 miljoner invånare och en av de största med en yta på 305 000 kvadratkilometer. Provinsens huvudstad är La Plata, som byggdes under 1870-talet då staden Buenos Aires förklarades som landets huvudstad och omvandlades till ett federalt distrikt.
Provinsen Buenos Aires är landets viktigaste i ekonomiska termer och dess bidrag till Argentinas BNP genom jordbruk, industri och tjänstesektorn utgör nästan hälften av landets. Gran Buenos Aires, huvudstadens kranskommuner, befolkas av cirka nio miljoner invånare och många av dem bor i slumområden kallade "villas miseria".
Det typiska landskapet i provinsen Buenos Aires är Pampas bördiga slätt, som övergår i långgrunda och välbesökta stränder vid Atlantens kust.

## Bilder

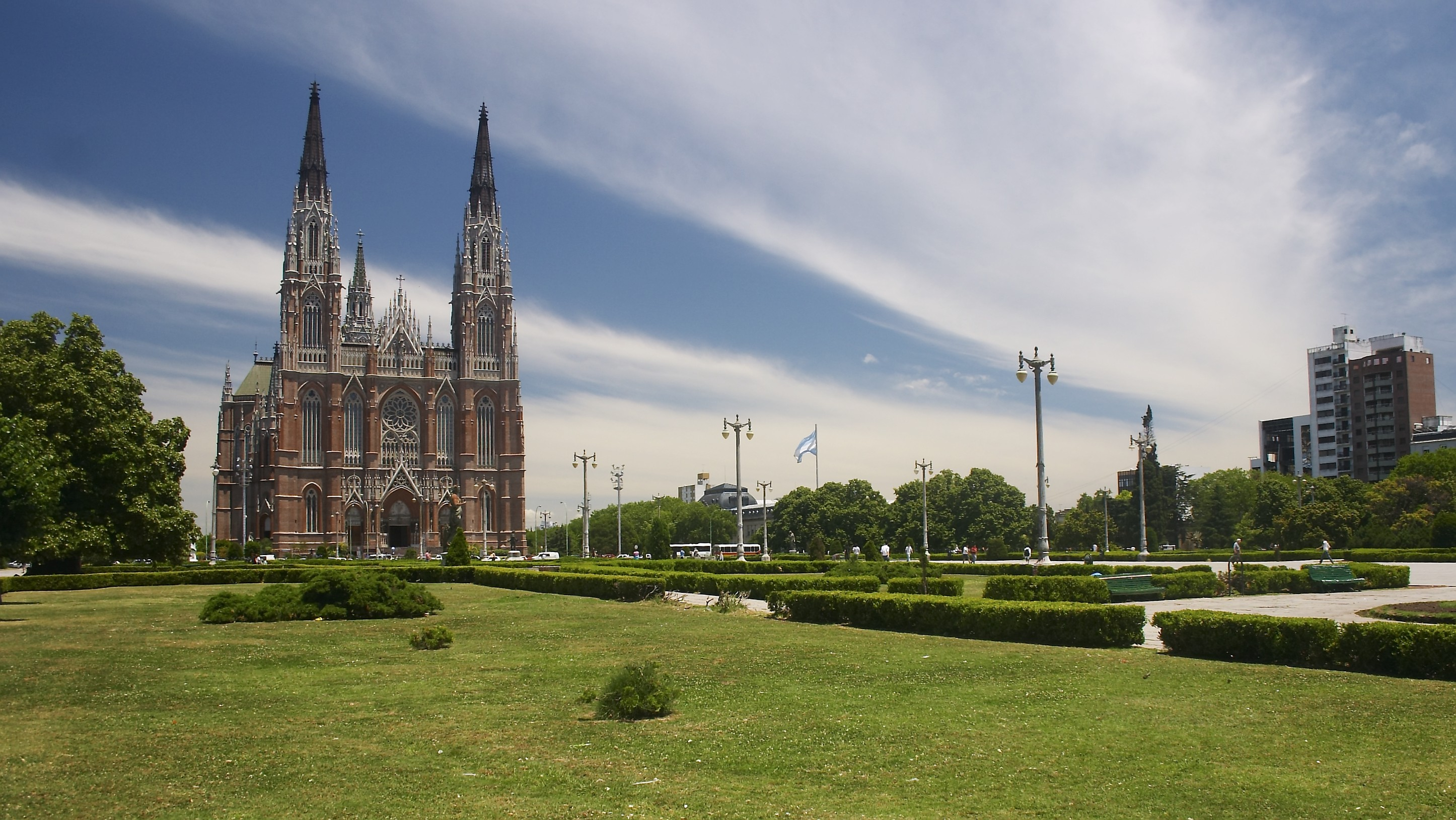
Katedralen i provinshuvudstaden La Plata.
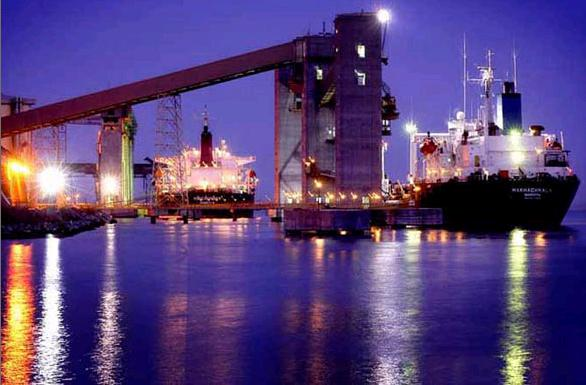
Hamnen i Bahía Blanca, en industristad i södra delen av provinsen.